# Радужный флаг (ЛГБТ)

Флаг гордости прогресса ЛГБТКИА+

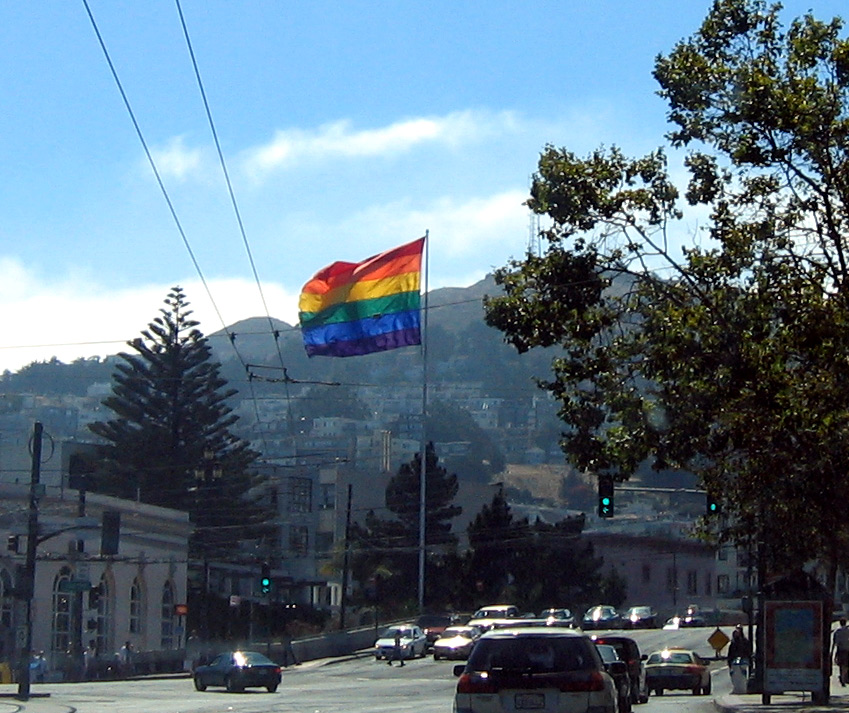
Площадь Харви Милка, Кастро, Сан-Франциско

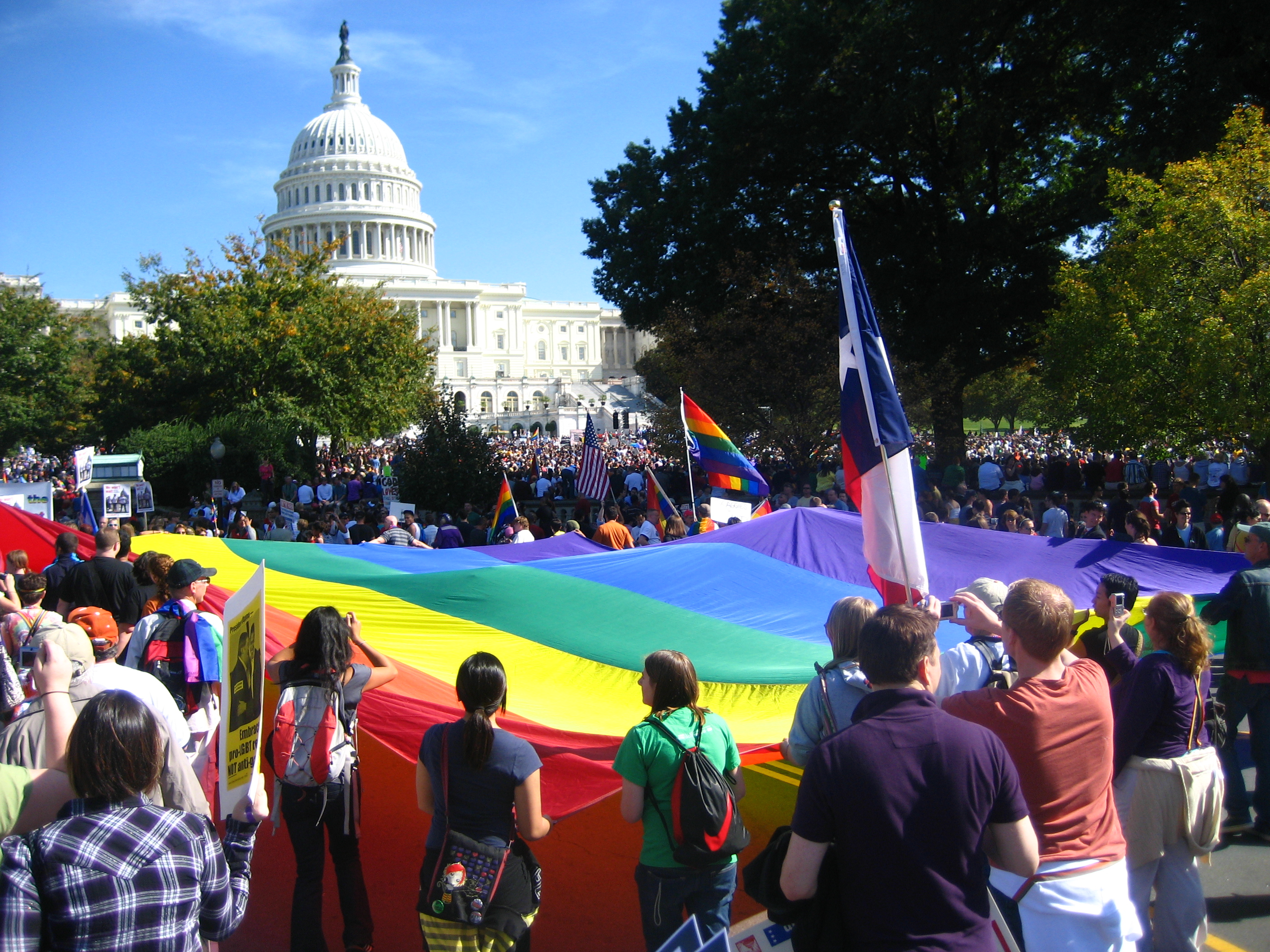
Национальный марш равенства. Вашингтон, 11 октября 2009

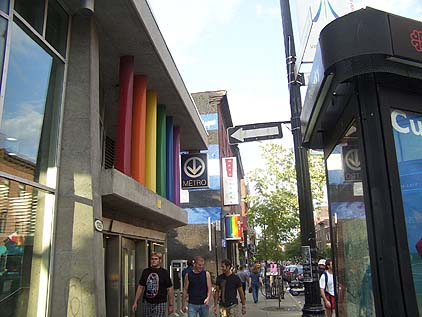
Радужный декор станции Бодри монреальского метро в гей-квартале Лё Виляж

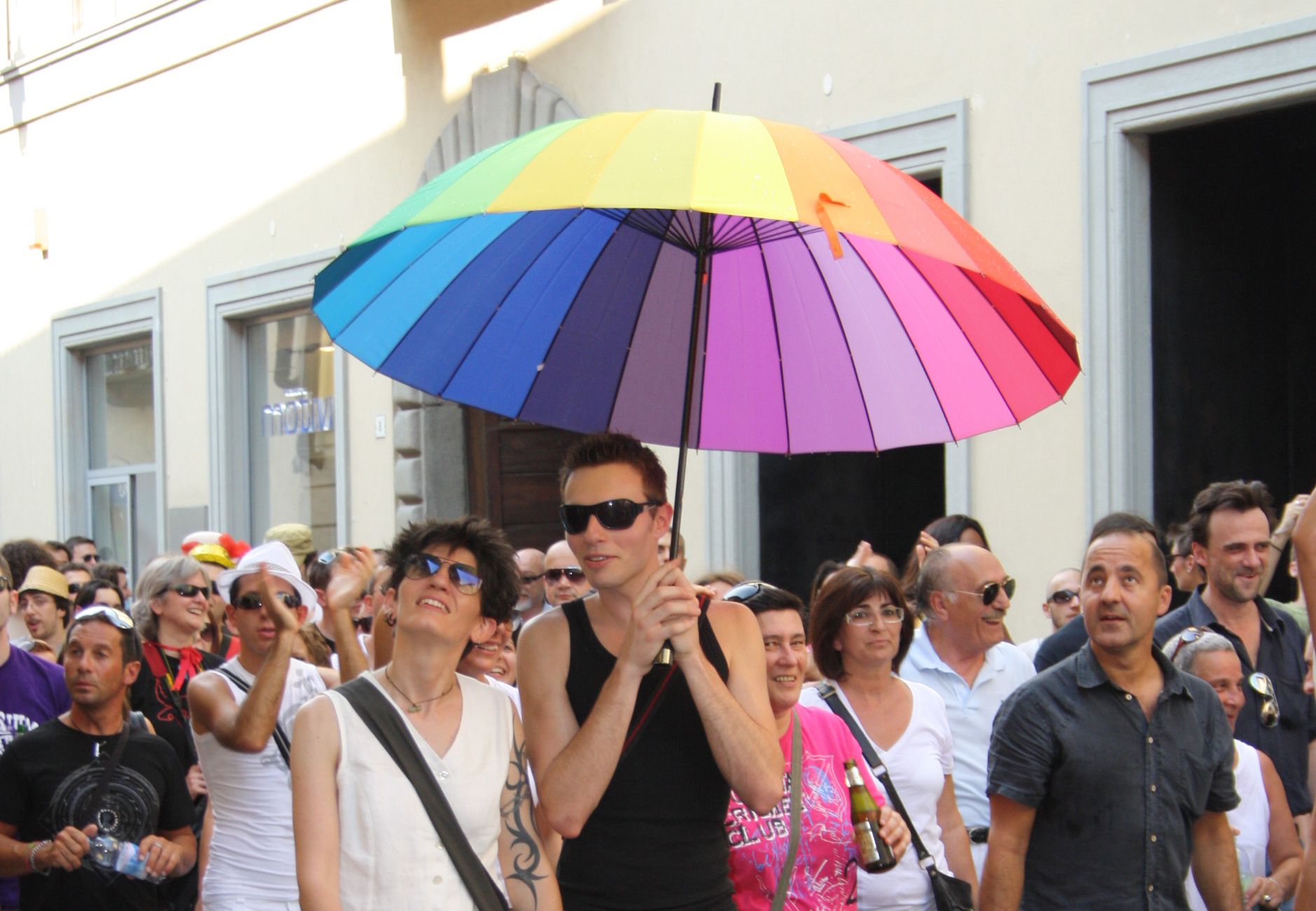
Радужный зонт на гей-прайде в Тревильо, Италия. 3 июля 2010

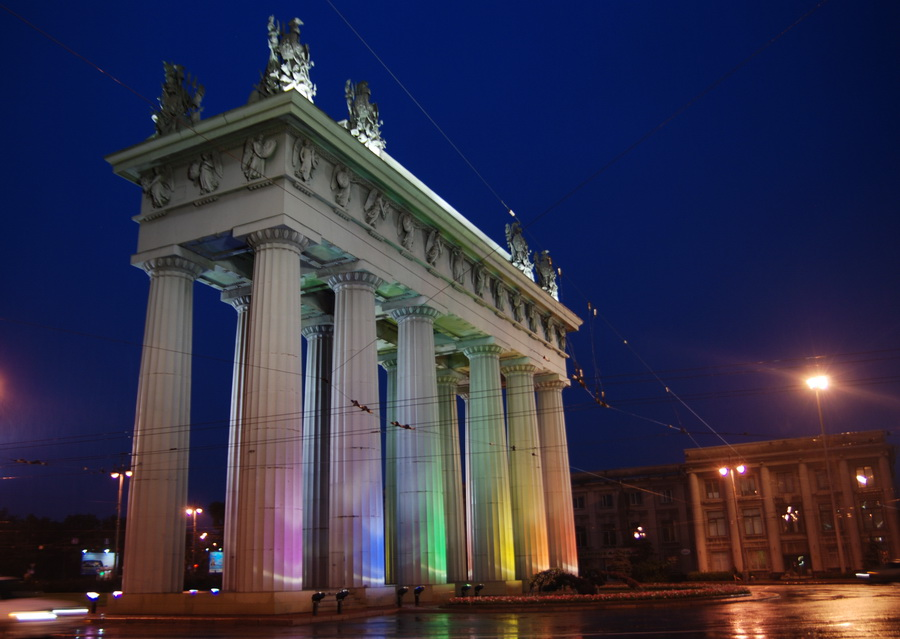
Московские триумфальные ворота в дни Санкт-Петербургского гей-прайда

Радужный флаг (также известный как Прайд-флаг (англ. Pride flag), Флаг свободы (англ. Freedom flag)) — интернациональный символ сообщества лесбиянок, геев, бисексуалов и трансгендерных людей (сокр. ЛГБТ-сообщество), а также движения в поддержку прав человека в их отношении. Традиционно флаг состоит из шести продольных полос, цвета которых идут в соответствии с природным порядком радуги сверху вниз: красный, оранжевый, жёлтый, зелёный, синий и фиолетовый. Флаг используется в шествиях гей-прайдов и других общественных акциях, вывешивается в гей-кварталах, на зданиях ЛГБТ-организаций, «Gay-friendly» заведений и так далее.
Флаг призван отображать единство в разнообразии, красоту и радость ЛГБТ-сообщества.

## История
Радужный флаг был разработан Гилбертом Бейкером специально для гей-прайда в Сан-Франциско 1978 года (англ. San Francisco Gay Freedom Day). Этот год стал для местного ЛГБТ-сообщества историческим — впервые в Калифорнии открытый гей Харви Милк был избран на политический пост (в качестве члена городского наблюдательного совета). В то же время консерваторами штата была развернута кампания, направленная на внесение дискриминирующих поправок в законодательство («Инициатива Бриггса»). Гилберт Бейкер откликнулся на призыв активистов гей-движения создать яркий символ, который бы олицетворял и консолидировал ЛГБТ-сообщество. Флаг является олицетворением концепции «гей-прайда» и открытости. Автор радужного флага художник Гилберт Бейкер так описал его значение:

Первоначальная идея радужного флага — освобождение. Возможность вырваться на свободу, выйдя за рамки, созданные страхом и стремлением «соответствовать нормам», право заявить о своей сексуальности без стыда и боязни возмездия со стороны тех, кто диктует «этические законы».
Любая революция начинается со слова «нет». Нет несправедливости, нет насилию, нет дискриминации, нет притеснениям, нет рабству, нет существованию под гнётом постоянного страха. Да — любви. Дерзкие цвета нашего флага поддерживали эту идею в течение тридцати лет.
Радужный флаг жив потому, что представляет всех нас во всём нашем разнообразии и красоте… Каждый флаг символизирует идею. Радужный флаг — это здравый смысл и храбрые действия.

Художник особо отмечает: «Когда я задумался о создании флага для гей-движения, не было никакого другого международного символа для нас, кроме розового треугольника, которым нацисты идентифицировали геев в концентрационных лагерях. Хотя розовый треугольник по-прежнему был мощным символом, но он все же был нам навязан».
Гилберт Бейкер с волонтерами вручную раскрасили и сшили два огромных полотна из муслина. Флаг впервые был продемонстрирован 25 июня 1978 года в ходе гей-прайда, который собрало рекордные 250 тысяч участников. Эта дата впоследствии стала отмечаться как День радужного флага. Изначально организаторы намеревались вывесить полотна на флагштоках, расположенных на площади перед муниципалитетом Сан-Франциско, на которой должно было закончиться шествие гей-прайда. Однако они не смогли получить на это разрешение. Тогда активисты ранним утром 25 июня подняли флаги на флагштоках в северо-западной части района Сивик Сентер Сан-Франциско (фото и карта) на площади Объединённых наций (англ. United Nations Plaza), через которую проходил путь колонны гей-прайда.

Я, конечно, всегда буду помнить 25 июня 1978 года, когда Харви ехал под гигантским радужным флагом. Это был невероятно радостный момент. Тогда все чувствовали, что мы собрались изменить мир.— Гилберт Бейкер
Высказывается предположение, что Бейкер при создании знамени был вдохновлён «флагом рас» движения афроамериканцев за гражданские права, который провозгласил преподобный Джесси Джексон: «Наш флаг является красным, белым и синим, но наша нация радужная — красная, жёлтая, коричневая, чёрная и белая — и мы все драгоценны в глазах Бога». Согласно другой версии радуга была заимствована от хиппи, с чьим районом тесно соседствовал сан-францисский гей-квартал Кастро. Некоторые источники указывают на возможную связь с популярной в то время песней Джуди Гарленд «Over the Rainbow», получившей признание в качестве гей-гимна.
Изначально по замыслу художника флаг состоял из восьми полос. Бейкер присвоил определённое значение каждому цвету:
| насыщенный розовый — сексуальность     |
| красный — жизнь                        |
| оранжевый — здоровье                   |
| жёлтый — солнечный свет                |
| зелёный — природа                      |
| бирюзовый — магия/искусство            |
| индиго — спокойствие/гармония          |
| фиолетовый — сила духа/духовное начало |

Есть несколько предположений, почему в дальнейшем с флага были убраны розовая, а затем бирюзовая полоса, и при этом индиго был заменен на синий. Отмечается, что после убийства 27 ноября 1978 года политика и открытого гея Харви Милка с последующими выступлениями протеста популярность флага резко возросла. По официальной версии, изменения были внесены из-за экономических и технических сложностей массового производства. Другие источники указывают, что один из магазинов, чтобы удовлетворить возросший спрос, стал продавать со складов излишки флагов организации «Rainbow Girls», которые не имели розовой полосы. Удаление бирюзовой полосы, по одной из версий, произошло при подготовке к сан-францисскому гей-прайду 1979 года, когда в результате дизайнерского решения флаг «расщепили», чтобы сделать обрамление шествия с двух сторон улицы, но для этого он должен был иметь чётное число полос.
Шестицветный флаг распространился из Сан-Франциско в другие города и стал широко известным символом ЛГБТ-сообщества во всём мире. В 1985 году Международная ассоциация лесбиянок и геев официально приняла этот вариант. Впоследствии сам мотив радуги стал самостоятельным символом ЛГБТ-сообщества, он стал воспроизводиться на одежде, зонтах, ювелирных украшениях, сувенирах, логотипах ЛГБТ-организаций и так далее.
Существуют разнообразные вариации радужного флага. Иногда к нему добавляют чёрную полосу в качестве напоминания о жертвах СПИДа. ЛГБТ-активист Леонард Мэтлович, сам умерший в результате ВИЧ-инфекции, завещал удалить и сжечь черные полосы, когда будет найдено лекарство от болезни. Некоторые активисты (среди которых и Гилберт Бейкер) предлагают вернуть флагу две убранные полосы. Часто имеет место добавление на поле флага различных знаковых символов ЛГБТ-сообщества (розовый или чёрный треугольники, лямбда, гендерные знаки). Существуют радужные вариации национальных и региональных флагов.

Прайд-флаг Канады
Прайд-флаг Испании
Прайд-флаг Казахстана
Прайд-флаг США («Новая слава»)
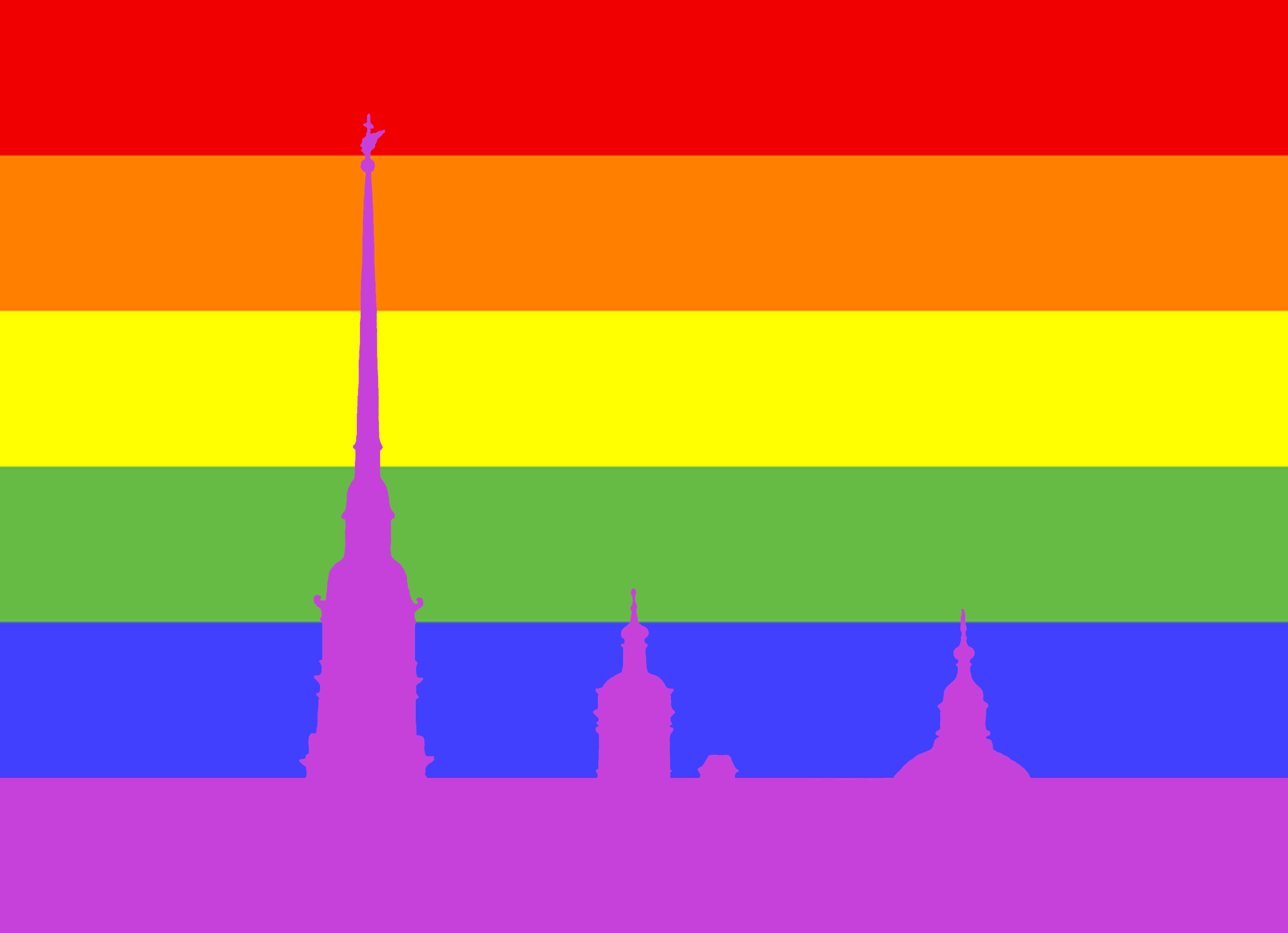
Прайд-флаг Санкт-Петербурга
Прайд-Флаг Польши

Радужный флаг периодически становится мишенью так называемых «войн флагов». Так, в 2011 году власти Минска не разрешили его на первом в Белоруссии санкционированном пикете в защиту прав ЛГБТ, мотивировав запрет отсутствием у него регистрации. Подобные скандалы происходили во многих странах мира, ряд из них имели как следствие громкие судебные процессы. Некоторые религиозные группы, указывая на библейскую символику, обвиняют ЛГБТ-сообщество в «краже радуги». В марте 2011 года болельщики «Зенита» сожгли радужный флаг на выездной игре в Нидерландах. В 2011 году депутат парламента Санкт-Петербурга Елена Бабич обвинила людей, использующих изображение радуги, в «пропаганде гомосексуализма» и угрозе вымирания нации.